# إيرني جنكينز
إيرني جنكينز (بالإنجليزية: Ernie Jenkins)‏ هو لاعب كرة قاعدة أمريكي، ولد في 26 ديسمبر 1906، وتوفي في 12 فبراير 1978.